# گاس دیلون
گاس دیلون (انگلیسی: Gus Dillon; ۱ ژانویهٔ ۱۸۸۱ – ۱۹ سپتامبر ۱۹۵۲) بازیکن لاکراس اهل کانادا در اواخر قرن ۱۹ و اوایل قرن ۲۰ بود.